# Bayamo
Bayamo este un oraș din Cuba, reședință a provinciei Granma.